# Las Besanas
Las Besanas är en ort i Mexiko.   Den ligger i kommunen Tetela de Ocampo och delstaten Puebla, i den sydöstra delen av landet, 140 km öster om huvudstaden Mexico City. Las Besanas ligger 1 867 meter över havet och antalet invånare är 175.
Terrängen runt Las Besanas är kuperad västerut, men österut är den bergig. Las Besanas ligger nere i en dal. Runt Las Besanas är det ganska tätbefolkat, med 60 invånare per kvadratkilometer. Närmaste större samhälle är Zacatlán, 17,1 km nordväst om Las Besanas. I omgivningarna runt Las Besanas växer i huvudsak blandskog.